# 新田郡
- 令制国一覧 > 東山道 > 上野国 > 新田郡
- 日本 > 関東地方 > 群馬県 > 新田郡

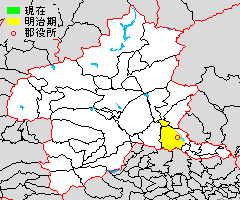
群馬県新田郡の範囲（水色：後に他郡から編入した区域）

新田郡（にったぐん）は、群馬県（上野国）にあった郡。

## 郡域
1878年（明治11年）に行政区画として発足した当時の郡域は、現在の行政区画では概ね以下の区域にあたる。
- 太田市（龍舞町、下小林町、東長岡町、吉沢町以東、および古戸町と東金井町、東今泉町、緑町、矢田堀町のそれぞれの一部[1]を除く）
- みどり市（笠懸町各町）
- 伊勢崎市（境上矢島、境西今井、境三ッ木、境女塚、境米岡、境平塚、境東、境栄、境新栄および境美原の一部）

## 歴史

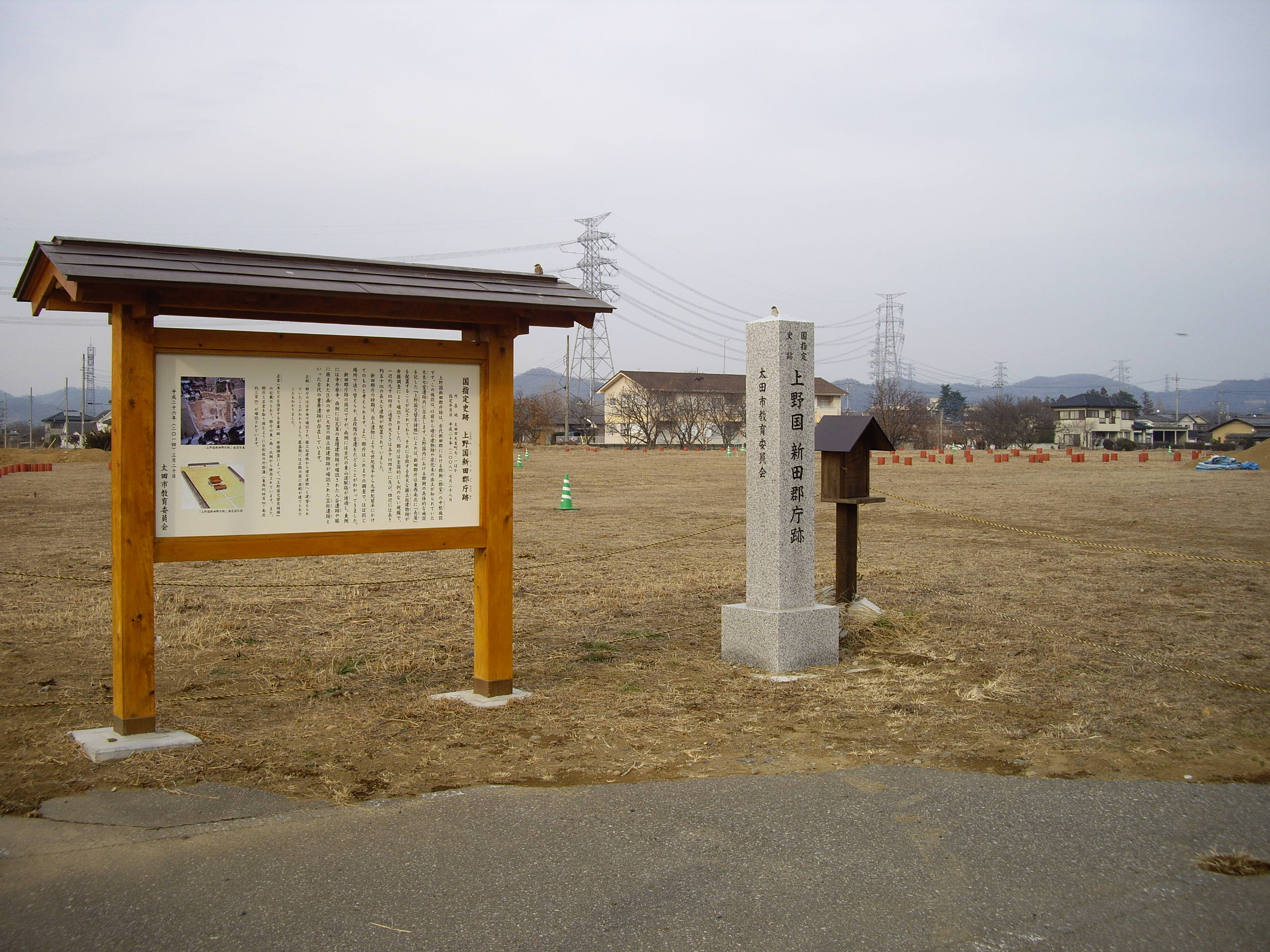
上野国新田郡庁跡

- 郡衙（郡庁）は太田市天良町の天良七堂遺跡一帯。「上野国新田郡庁跡」として国の史跡に指定されている。
- 律令制下の郡として平安時代中期の承平年間（931年 - 938年）に作成された倭名抄に「新田郡」および「新田駅」が記載される。
- 1108年（天仁元年）の浅間山大噴火によって北関東一帯が荒廃。
- 1157年（保元2年）- 源義国・新田義重父子によって開発された「空閑の郷々」19郷が本家に鳥羽院御願寺の金剛心院、領家に藤原氏北家花山院流藤原忠雅に寄進され、新田荘が立券。
- 1170年（嘉応2年）－ 新田荘域が新田郡全体に拡大。

### 近代以降の沿革
- 「旧高旧領取調帳」に記載されている明治初年時点での支配は以下の通り。幕府領は関東在方掛の岩鼻陣屋が管轄。●は村内に寺社領が存在。（1町1宿113村）

| 知行         | 知行           | 村数         | 村名 |
| ------------ | -------------- | ------------ | --- |
| 幕府領       | 幕府領         | 1町 1宿 59村 | 山ノ神村、成塚村、北金井村、大鷲村、上中村新田、六千石村、大久保村、溜池村、久々宇村、本町村、寄合村、天良村、志賀村、加波村、小金村、鹿田村、西鹿田村、間野村、田部村、●木崎宿、島ヶ谷戸村、上田島村、粕川村、中江田村、下江田村、高尾村、赤堀村、安養寺村、●上田中村、●大根村、下田中村、上江田村、花香塚村、上矢島村、西今井村、三ツ木村、●小角田村、嘉祢村、金井村、多村、西別所村、●村田村、由良村、反町村、市野井村、●徳川村、四軒在家村、久仁村、高岡村、平塚村、八木沼村、境村、●世良田村、●西長岡村、●菅塩村、●太田町、東今井村、鳥山村、強戸村、新野村、寺井村 |
| 幕府領       | 旗本領         | 21村         | 宮内村、亀岡村、備前島村、下田島村、市村、飯田村、東別所村、飯塚村、東矢島村、上浜田村、西矢島村、内ヶ島村、小舞木村、下浜田村、新井村、岩瀬川村、福沢村、新島村、長手村、鶴生田村、●大島村 |
| 幕府領       | 幕府領・旗本領 | 1村          | 尾島村 |
| 藩領         | 上野前橋藩     | 12村         | 前島村、前小屋村、武蔵島村、二ツ小屋村、鹿の川村、桃頭村、上中村、権右衛門村、阿左村、西野村、●阿左美村、阿左村新田、藪村（詳細不明）、西村（詳細不明） |
| 藩領         | 三河西端藩     | 2村          | 押切村、富沢村 |
| 藩領         | 上野館林藩     | 1村          | ●小金井村 |
| 藩領         | 武蔵岡部藩     | 1村          | 中根村 |
| 藩領         | 下野佐野藩     | 1村          | 西野谷村 |
| 幕府領・藩領 | 幕府領・前橋藩 | 5村          | 大館村、●藪塚村、沖野村、大村、出塚村 |
| 幕府領・藩領 | 旗本領・岡部藩 | 4村          | ●岩松村、米沢村、●細谷村、●高林村 |
| 幕府領・藩領 | 旗本領・西端藩 | 3村          | 阿久津村、堀口村、牛沢村 |
| 幕府領・藩領 | 旗本領・前橋藩 | 2村          | 藤阿久村、女塚村 |
| その他       | 寺社領         | 1村          | 脇屋村 |

- 慶応4年
  - 4月3日（1868年5月5日） - 岡部藩が藩庁を移転して三河半原藩となる。
  - 6月17日（1868年8月5日） - 新政府が岩鼻陣屋に岩鼻県を設置。幕府領・旗本領を管轄。
- 幕末 - 西別所村が別所村に改称。
- 明治初年 - 多村から多村新田が分立。（1町1宿114村）
- 明治2年 - 館林藩の領地替えにより、旧・幕府領の一部（太田町、東今井村、鳥山村、強戸村、新野村、寺井村）、旧・旗本領の一部（新島村、長手村、鶴生田村、大島村）が館林藩領となる。
- 明治4年
  - 7月14日（1871年8月29日） - 廃藩置県により、藩領が前橋県、西端県、半原県、佐野県、館林県の管轄となる。
  - 10月28日（1871年12月10日） - 第1次府県統合により、前橋県の管轄地域が群馬県（第1次）の管轄となる。
  - 11月14日（1871年12月25日） - 第1次府県統合により、全域が栃木県の管轄となる。
- 明治9年（1876年）（1町1宿101村）
  - 3月 - 志賀村が鹿田村に、加波村が鹿の川村にそれぞれ合併。
  - 6月 - 鹿田村・鹿の川村が合併して鹿村となる。
  - 8月21日 - 第2次府県統合により群馬県（第2次）の管轄となる。
  - 高岡村・八木沼村が合併して米岡村となる。
  - 烏谷戸村が上田島村に、上中村新田が上中村に、東今井村・上浜田村が太田町に、宮内村が阿久津村に、阿左村・阿左村新田が阿左美村に、西野村が藪塚村に、田部村が佐位郡田部井村にそれぞれ合併。
- 明治10年（1877年）（1町1宿98村）
  - 久々宇村・桃頭村が合併して久宮村となる。
  - 久仁村が佐位郡国定村に、間野村が佐位郡間野谷村にそれぞれ合併。
- 明治11年（1878年）12月7日 - 郡区町村編制法の群馬県での施行により、行政区画としての新田郡が発足。郡役所が太田町に設置。

### 町村制以降の沿革
- 明治22年（1889年）4月1日 - 町村制の施行により、以下の町村が発足。特記以外は現・太田市。（4町9村）
  - 太田町 ← 太田町［大部分］、大島村［一部］
  - 九合村 ← 飯塚村、内ヶ島村、東矢島村、西矢島村、小舞木村、新島村、東別所村、新井村、飯田村
  - 沢野村 ← 福沢村、富沢村、牛沢村、高林村、岩瀬川村、下浜田村、細谷村、米沢村、由良村［一部］、邑楽郡古戸村
  - 尾島町 ← 尾島村、亀岡村、阿久津村、堀口村、岩松村、押切村、備前島村、二ツ小屋村、武蔵島村、前島村、前小屋村、安養寺村、大館村
  - 世良田村 ← 世良田村、出塚村、小角田村、徳川村、粕川村（現・太田市）、上矢島村、西今井村、三ツ木村、女塚村、米岡村、平塚村、境村［大部分］（現・伊勢崎市）
  - 木崎町 ← 木崎宿、中江田村、下江田村、高尾村、赤堀村
  - 宝泉村 ← 西野谷村、別所村、沖野村、上田島村、下田島村、中根村、藤阿久村、由良村［大部分］、脇屋村［一部］、小金井村［一部］
  - 鳥之郷村 ← 新野村、鳥山村、鶴生田村、長手村、大島村［大部分］、太田町［一部］
  - 強戸村 ← 成塚村、西長岡村、菅塩村、強戸村、寺井村、北金井村、大鷲村、天良村、太田町［一部］
  - 生品村 ← 村田村、市野井村、反町村、市村、多村、多村新田、小金村、四軒在家村、小金井村［大部分］、脇屋村［一部］
  - 綿打村 ← 大根村、上江田村、上田中村、権右衛門村、上中村、溜池村、大村、嘉祢村、金井村、花香塚村、下田中村
  - 藪塚本町 ← 本町村、藪塚村、山ノ神村、大久保村、六千石村、寄合村
  - 笠懸村 ← 鹿村、西鹿田村、久宮村、阿左美村（現・みどり市）
  - 太田町の一部が山田郡韮川村・毛里田村に、境村の一部が佐位郡境町のそれぞれの一部となる。
- 明治29年（1896年）7月15日 - 郡制を施行。
- 大正12年（1923年）4月1日 - 郡会が廃止。郡役所は存続。
- 大正15年（1926年）7月1日 - 郡役所が廃止。以降は地域区分名称となる。
- 昭和15年（1940年）4月1日 - 太田町・九合村・沢野村が山田郡韮川村と合併し、改めて太田町が発足。（4町7村）
- 昭和17年（1942年）7月1日 - 「新田山田地方事務所」が桐生市に設置され、山田郡とともに管轄。
- 昭和18年（1943年）11月1日 - 鳥之郷村が太田町に編入。（4町6村）
- 昭和23年（1948年）5月3日 - 太田町が市制施行して太田市となり、郡より離脱。（3町6村）
- 昭和31年（1956年）9月30日 - 木崎町・生品村・綿打村が合併して新田町が発足。（3町4村）
- 昭和32年（1957年）
  - 4月1日 - 強戸村が太田市に編入。（3町3村）
  - 11月1日 - 世良田村の一部（大字世良田・出塚・小角田・徳川・粕川）が尾島町、残部（大字上矢島・西今井・三ッ木・女塚・米岡・平塚・境）が佐波郡境町に分割編入。（3町2村）
- 昭和38年（1963年）4月1日 - 宝泉村が太田市に編入。（3町1村）
- 平成2年（1990年）4月1日 - 笠懸村が町制施行して笠懸町となる。（4町）
- 平成17年（2005年）3月28日 - 新田町・尾島町・藪塚本町が太田市と合併し、改めて太田市が発足、郡より離脱。（1町）
- 平成18年（2006年）3月27日 - 笠懸町が山田郡大間々町、勢多郡東村と合併してみどり市が発足。同日新田郡消滅。

### 変遷表
| 明治22年4月1日 | 明治22年 - 昭和22年          | 昭和23年 - 昭和37年              | 昭和38年 - 平成16年         | 平成17年 - 平成18年            | 現在     |
| -------------- | ---------------------------- | -------------------------------- | --------------------------- | ------------------------------ | -------- |
| 太田町         | 昭和15年4月1日 太田町        | 昭和23年5月3日 市制              | 太田市                      | 平成17年3月28日 太田市         | 太田市   |
| 九合村         | 昭和15年4月1日 太田町        | 昭和23年5月3日 市制              | 太田市                      | 平成17年3月28日 太田市         | 太田市   |
| 沢野村         | 昭和15年4月1日 太田町        | 昭和23年5月3日 市制              | 太田市                      | 平成17年3月28日 太田市         | 太田市   |
| 山田郡 韮川村  | 昭和15年4月1日 太田町        | 昭和23年5月3日 市制              | 太田市                      | 平成17年3月28日 太田市         | 太田市   |
| 鳥之郷村       | 昭和18年11月1日 太田町に編入 | 昭和23年5月3日 市制              | 太田市                      | 平成17年3月28日 太田市         | 太田市   |
| 強戸村         | 強戸村                       | 昭和32年4月1日 太田市に編入      | 太田市                      | 平成17年3月28日 太田市         | 太田市   |
| 宝泉村         | 宝泉村                       | 宝泉村                           | 昭和38年4月1日 太田市に編入 | 平成17年3月28日 太田市         | 太田市   |
| 木崎町         | 木崎町                       | 昭和31年9月30日 新田町           | 新田町                      | 平成17年3月28日 太田市         | 太田市   |
| 生品村         | 生品村                       | 昭和31年9月30日 新田町           | 新田町                      | 平成17年3月28日 太田市         | 太田市   |
| 綿打村         | 綿打村                       | 昭和31年9月30日 新田町           | 新田町                      | 平成17年3月28日 太田市         | 太田市   |
| 薮塚本町       | 薮塚本町                     | 薮塚本町                         | 薮塚本町                    | 平成17年3月28日 太田市         | 太田市   |
| 尾島町         | 尾島町                       | 尾島町                           | 尾島町                      | 平成17年3月28日 太田市         | 太田市   |
| 世良田村       | 世良田村                     | 昭和32年11月1日 尾島町に編入     | 尾島町                      | 平成17年3月28日 太田市         | 太田市   |
| 世良田村       | 世良田村                     | 昭和32年11月1日 佐波郡境町に編入 | 佐波郡 境町                 | 平成17年1月1日 伊勢崎市の一部  | 伊勢崎市 |
| 笠懸村         | 笠懸村                       | 笠懸村                           | 平成2年4月1日 町制          | 平成18年3月27日 みどり市の一部 | みどり市 |

## 行政
歴代郡長
| 代 | 氏名 | 就任年月日                | 退任年月日                | 備考                   |
| -- | ---- | ------------------------- | ------------------------- | ---------------------- |
| 1  |      | 明治11年（1878年）12月7日 |                           |                        |
|    |      |                           | 大正15年（1926年）6月30日 | 郡役所廃止により、廃官 |

## 関連文献
- 太田稲主『上野国新田郡史』太田美屋、1929年。NDLJP:1190182。